# Professione: Avventurieri
Professione: Avventurieri (Profession: Aventuriers) è un film del 1973 diretto da Claude Mulot.

## Trama
Henry è un giovane inglese che decide di abbandonare la caotica vita cittadina, ma il suo viaggio nell'Oceano Pacifico finisce con un naufragio a seguito del quale si trova in un'isoletta sperduta. L'unico abitante dell'isola è un giapponese che, a distanza di 30 anni dalla fine della seconda guerra mondiale, pensa di essere ancora in conflitto con gli Stati Uniti, e così, visto lo straniero, prova goffamente ad aggredirlo finendo inopinatamente ucciso egli stesso. Henry, raggiunto il rifugio dell'uomo fa sue delle bellissime perle, quindi sulla spiaggia, dopo aver seppellito il defunto, prende il largo su una zattera trovata lì.
Giunto non si sa bene come fino alla baia di San Francisco, qui viene prelevato dalla polizia locale che lo prende come un clandestino e gli sequestra, nonostante le sue proteste e intemperanze, tutte le perle che aveva messo da parte. L'espulsione immediata dal Paese, è decretata assieme a quella di una giovane hippy francese. I due, appena fuori il commissariato, coinvolti nei tafferugli sollevati da manifestanti antigovernativi, approfittano per fuggire dalla guardia dei poliziotti. Henry scopre poi di avere ancora con sé una perla e così la vende immediatamente ricavando una lauta contropartita. Giusto il tempo di pianificare insieme a Marie, con la quale è ormai sbocciato l'amore, un ritorno nell'isola sperduta per raccogliere altre perle e diventare ricchi, che i poliziotti li riprendono ed espellono imbarcandoli su un piroscafo diretto verso l'America meridionale.
Nei pressi delle coste del Perù, i due decidono di scappare per poter dare attuazione al loro piano. Al porto di Callao sono subito beccati dalla polizia locale che, però, si fa corrompere lasciandoli liberi e clandestini. Per guadagnare il denaro necessario al loro piano, dopo aver contattato Alvarez, il potentissimo politico-boss locale, Marie comincia a lavorare come cameriera nella sua bisca. Quando però con Henry i due cercano di fare i furbi barando al tavolo del poker, vengono scoperti e cacciati in malo modo. 
Per Henry i guai proseguono perché poi la malavita vuole ucciderlo, ma all'ultimo secondo viene salvato dai rivoltosi locali coi quali poi si vede costretto a collaborare ad attentati dinamitardi di grandissima portata.
Gli attentati riescono ma Henry viene arrestato. Grazie all'abilità di Marie il corrottissimo giudice che già conoscevano, permette ad Henry di uscire. I due allora si dirigono al porto dove, con l'intenzione di rubare una barca per fuggire verso il loro sogno, si ritrovano proprio nel mezzo del regolamento di conti tra il giudice ed Alvarez. Il primo finisce ucciso ma il secondo è comunque sconfitto perché i 2 milioni di dollari oggetto della contesa, erano nascosti nello yacht col quale sono scappati i due avventurieri, ormai imprendibili.
In pieno oceano, guardando la televisione, Henry scopre che il sito dell'imminente test nucleare di cui parla tutto il mondo è proprio il "loro" isolotto, e così mentre sono ancora sgomenti, causa una distrazione, lo yacht esplode. La disperazione per aver perso tutto si trasforma presto in gioia, quando i due si accorgono di nuotare in mezzo ad un mare di banconote: si è infatti svelato loro il tesoro che portavano appresso senza saperlo.
Così Henry e Marie ritornano in città, ma stavolta in abiti eleganti e su una Rolls-Royce, il sogno realizzato di lei. Quando però sono bloccati nel caotico traffico cittadino, lasciano l'auto per strada proseguendo a piedi, in una simbolica continua ricerca di libertà.